# Округ Карвер (Минесота)
Карвер (енгл. Carver County) је округ у америчкој савезној држави Минесота.

## Демографија
По попису из 2010. године број становника је 91.042, што је 20.837 (29,7%) становника више него 2000. године.
| Група             | 2000.          | 2010.          |
| Белци             | 66.268 (94,4%) | 82.536 (90,7%) |
| Афроамериканци    | 417 (0,6%)     | 1.124 (1,2%)   |
| Азијати           | 1.096 (1,6%)   | 2.478 (2,7%)   |
| Хиспаноамериканци | 1.791 (2,6%)   | 3.515 (3,9%)   |
| Укупно            | 70.205         | 91.042         |